# Anax chloromelas
Anax chloromelas é uma espécie de libelinha da família Aeshnidae.
Pode ser encontrada nos seguintes países: Camarões, República Democrática do Congo, Malawi, Moçambique, Nigéria, Serra Leoa, Tanzânia, Togo, Uganda, Zâmbia e Zimbabwe.
Os seus habitats naturais são: florestas secas tropicais ou subtropicais, florestas subtropicais ou tropicais húmidas de baixa altitude e matagal húmido tropical ou subtropical.